# .coop
.coop este un domeniu de internet de nivel superior, pentru cooperative (GTLD).